# Distretto di Karlovy Vary

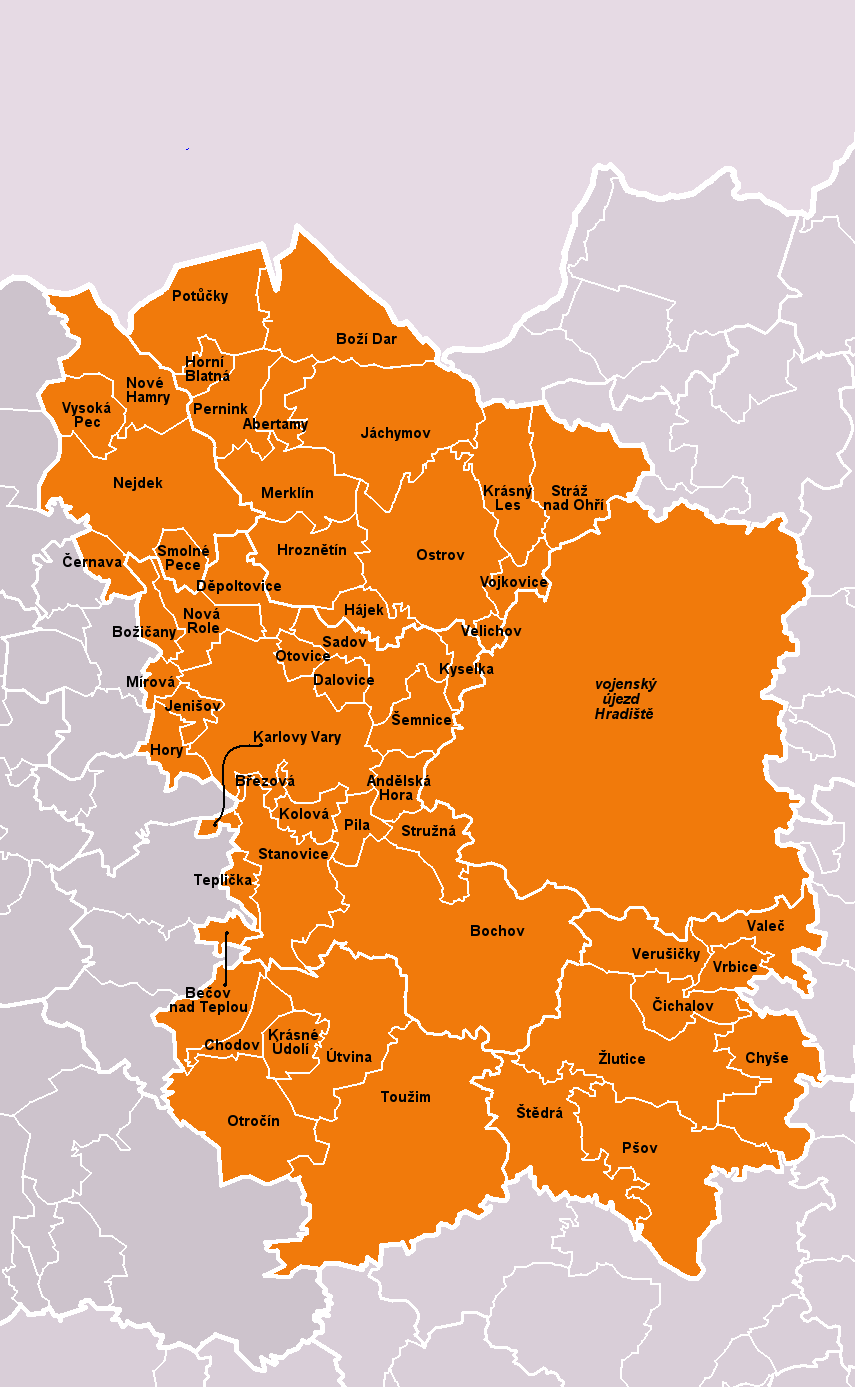
Comuni del distretto di Karlovy Vary

Il distretto di Karlovy Vary (in ceco okres Karlovy Vary) è un distretto della Repubblica Ceca nella regione omonima. Il capoluogo di distretto è la città di Karlovy Vary.

## Geografia antropica
Il distretto conta 53 comuni e un'area militare:

### Città
- Abertamy
- Bečov nad Teplou
- Bochov
- Boží Dar
- Chyše
- Horní Blatná
- Hroznětín
- Jáchymov
- Karlovy Vary
- Krásné Údolí
- Nejdek
- Nová Role
- Ostrov
- Toužim
- Žlutice

### Comuni mercato
- Il distretto non comprende comuni con status di comune mercato

### Comuni
- Andělská Hora
- Božičany
- Březová
- Chodov
- Černava
- Čichalov
- Dalovice
- Děpoltovice
- Hájek
- Hory
- Jenišov
- Kolová
- Krásný Les
- Kyselka
- Merklín
- Mírová
- Nové Hamry
- Otovice
- Otročín
- Pernink
- Pila
- Potůčky
- Pšov
- Sadov
- Smolné Pece
- Stanovice
- Stráž nad Ohří
- Stružná
- Šemnice
- Štědrá
- Teplička
- Útvina
- Valeč
- Velichov
- Verušičky
- Vojkovice
- Vrbice
- Vysoká Pec

### Area militare
- Hradiště